# Synanthes
Synanthes é um género botânico pertencente à família das orquídeas (Orchidaceae).